# ヴィーナ
ヴィーナ（ヒンディー語: वीणा、タミル語: வீணை、Veena, Vina）は、古代インド音楽の弦楽器の総称である。一般的には、南インド古典音楽に用いられるいくつかの代表的な撥弦楽器のことを指す。

## 概要
ヴィーナとは、一般に総称であり、ペルシア弦楽器の「تار…（…tar、…タール）」や中国弦楽器の「…琴」に相当する。古くは、インド圏の弦楽器の大部分をヴィーナと呼んだこともあり、「ヴィーナ」という名称が意味する楽器は時代や地域、そのほかの文脈によって異なる。現在、主に使われているものに限っても複数存在する。
主なものは全長が約120センチメートルで、共鳴器となる直径約50センチメートルの中が空洞の木、または瓢箪で作った2つの台座を、約70センチメートルの竿で繋いだ形をしている。竿に7本の弦を張り、棹の上には金属製のフレットがついている。フレットの数は、少ないものでは20個、多いものでは26個ある。弦をピックで弾くことにより音を出し、微妙な音色を奏でることができる。弦の先端のヘッドの部分に、竜の飾りがつけられたものが多い。
インドの古典音楽は、南インドのカルナータカ音楽と、北インドのヒンドゥスターニー音楽に大別できるが、ヴィーナにおいても南北で差が見られる。南インドのヴィーナはフレットの数が24個で、ヘッドの部分の竜の首が演奏者側を向いているものが多く、対して北インドにおいてはビーン (Bin) とも呼ばれ、フレットの数が20から26個までとさまざまであり、ヘッドの部分の竜の首が演奏者とは反対側を向いているが多い。この違い考慮すれば北と南とのどちらのヴィーナかを見分けることができる。

## 分類
キンナラ・ヴィーナ　
干瓢（かんぴょう）の実の胴に竹筒の棹を取り付けたヴィーナ。後のルドラ・ヴィーナの元祖。
シャタタントリ・ヴィーナ　
字義は「100弦ヴィーナ」。ハープの類で、ビルマの竪琴の元祖。共鳴器になる中が空洞の木が下でそこから45度に棹がのびており、棹と共鳴器に斜に弦が張ってある。
聖者のヴィーナ　
人間で初めてヴィーナを弾いたという伝説のリシ（聖者）で、ナーラダやカトゥヤヤーナの名にちなむヴィーナ。実体は不明。
神々の従者である動物にちなんだヴィーナ　
マカル・ヴィーナ（鰐琴）　　　
ヒンドゥー教の女神ガンガーの従者である鰐のヴィーナでインドシナに伝わって残っている。
カチャッピ・ヴィーナ（亀琴）　
ヒンドゥー教の主神ヴィシュヌの第2の化身とされる亀のヴィーナ。東南アジアに広く伝わる。
マユーリ・ヴィーナ（孔雀琴）
ヒンドゥー教の知の女神サラスヴァティーの従者である孔雀のヴィーナ。弓で弾く楽器で、インドで現在も使われている。
中世以降に演奏されたヴィーナ
ルドラ・ヴィーナ (Rudra veena)
中世以降の北インド古典音楽で演奏されるヴィーナ。ヒンドゥー教のシヴァ神のヴィーナである。肩に担いで演奏し、竿部分にフレットがある。干瓢（かんぴょう）の実の胴に竹筒の棹を取り付けたヴィーナでキンナラ・ヴィーナを元祖としている。
サラスヴァティー・ヴィーナ(Saraswati veena)
中世以降の南インド古典音楽で演奏されるヴィーナ。ヒンドゥー教の女神サラスヴァティーのヴィーナである。シタールのような形をしておりギターのように持って演奏する。
近代のヴィーナ
ヴィチトラ・ヴィーナ (Vichitra veena)
床置きにして演奏する。フレットはない。ガラス玉のスライド奏法で弾く。
チトラ・ヴィーナ (Chitra veena)
ヴィチトラ・ヴィーナの南インド版。床置きにして演奏される。瓢箪ではなく、木で作られる。ゴットゥヴァーディヤム・ヴィーナ(Gottuvadhyam veena)とも呼ばれる。

## 歴史

### ハープ型ヴィーナ
ヴィーナの語は『リグ・ヴェーダ』には見えず、『ヤジュル・ヴェーダ』にはハープの名として現れている。次の仏教音楽時代（前2世紀～後9世紀）のヴィーナが弓型ハープであることから考え、これは弓型ハープの原始型だと推測される。仏教音楽時代に入ると、弓型ハープのヴィーナは代表的楽器となる。仏教音楽初期（前2世紀～後2世紀）のサーンチー、バールハット等の遺跡の彫刻には、ふくべ製らしい細長い胴の下端近くから胴の表面に密着して弓形の柄をつけ、胴の長さあるいはそれより長く胴からのばし、それに弓のつるのように5～8弦を張った楽器がしばしば見える。横笛、太鼓、シンバルなどとともに合奏し、また舞踊の伴奏をした。弦の両端は柄の上下に結びつけられたらしく、糸巻はない。多弦（12弦など）のものもある。脇の下に抱えたり、ひざにのせて演奏する。ハープ型ヴィーナは小型で全長約1 m。10 cm以下の短い棒で打弦または撥弦するか、片手指で弾奏する。ガンダーラにも少弦の同型のヴィーナがしばし現れ、ペルシア系の角型ハープ（胴と柄が直角または鋭角をなす）と併存している。仏教音楽最盛期の中期（2～6世紀）には新出の5弦リュートとともに代表的弦楽器となり、細部は明らかではないが、大きな変化はないらしい。アマラーヴァーティー（2世紀頃）、パヴァヤ等の遺跡の彫刻に典型的な図が見える。文献にはその部分が記されている。

### ツィター型ヴィーナ
仏教音楽後期（7～9世紀）には、このハープ型ヴィーナはインドで消失し、代わってふくべ付きツィター型ヴィーナの原型が現れた。マハーバリプラム（7世紀）の遺跡では約1 mの細長い棒の一方の端近くに直径約20 cmの小型の平たいふくべ製共鳴器をつけた図像があり、アジャンタ、エローラ等の後期仏跡にもしばしば見える。古文献のキンナリに当たるのがこのツィター型ヴィーナである。1弦の棒型ツィター、エークタールから考えても、おそらく1弦であっただろう。9世紀ころにはふくべは2個となり、胴の上下両端につく。奏者は一方のふくべを左肩にのせ、もう一方のふくべを右ひざに置いて演奏した。以後、しだいに発達してふくべは大きくなり、弦数が増し、フレットや糸巻がつきはじめる。この現象は、11世紀ころに侵入してきたイスラムの影響であろうと考えられる。彫刻および絵画に多数の例があり、ことに近世のミニアチュールではイスラム系のタンブールあるいはセタールとの合奏図がある。これらイスラム系のリュート型ヴィーナの流行の因をなした。ヴィーナは、以上のように形態上ハープ、ツィター、リュートの3段階があった。このうちハープ系とツィター系の交代を史的に区別する説をたてた最初の人はクーマラスワミAnanda K.Coo-maraswamy（1877年 - 1947年）である。

### ヴィーナの伝播
ハープ型ヴィーナもツィター型ヴィーナも、東流してインド楽器の特色を表すものとして、一時的ながらも珍重された。すなわちハープ型ヴィーナはガンダーラを経て西域に現れ、さらに中国に達した。タリム盆地の北道の中心地亀茲（現クチャ）の壁画上にハープ型ヴィーナが精細に描かれており、これによってインド美術の粗大な図よりも詳しく知ることができる。中国に入ったのは南北朝（6世紀）らしく、鳳首箜篌（ほうしゆくご）といわれ、インド系の要素の支配的な天竺楽のみに属し、西域楽に通用する堅箜篌（ペルシア系角型ハープ）と相対していた。ハープ型ヴィーナは南海にも伝わり、ジャワのボロブドゥールやカンボジアのアンコールの美術に見える。著しい変化はないが糸巻がついている。また《新唐書》の驃国（現ビルマ東部）の楽器説明の項に鳳首箜篌を記し、全長約140 cm、胴面に蛇の皮を張り、14弦を持ち糸巻を用いるとある。今日のビルマのサウン（・カウ）（弓形ハープ）はその後裔に相違なく、18世紀にはビルマから清朝に献上され、総稿機と音訳された記録がある。一方、ツィター型ヴィーナは西域楽隆盛期にようやくインドに原始的な形で現れ、それが発達するころには西域楽が衰えたので、西域や唐土に渡ることはなく、南海には原始的な初期の形のままで伝わり、12世紀にアンコールにハープ型ヴィーナとともに現れる。インドではこのように両者が同時に現れている例がない。7世紀に林邑（現ベトナム中部）から隋宮廷に献ぜられたが、粗末な楽器として低く評価され、宮廷楽部では用いられず、ただその音楽を他のインド楽器にうつした。

## サラスヴァティー・ヴィーナ

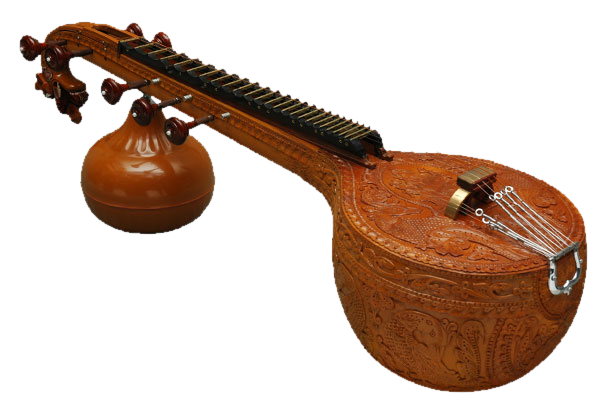
サラスヴァティー・ヴィーナ

サラスヴァティー・ヴィーナ (Saraswati veena) は中世以降の南インド古典音楽で演奏されるヴィーナ。ヒンドゥー教の女神サラスヴァティーのヴィーナである。カルナティック・ヴィーナとも言う。シタールのような形をしておりギターのように持って演奏する。

### 構造
直径約40 - 50 cmほどの胴と、胴に直結する約70 cmの中空の棹・首・ふくべ（共鳴器）の4部分からなる。胴は、インド産の通称ジャックウッド（パンノキの一種）の大木をくりぬいてつくられ、上面にふたをしたような形で、その胴体から約70 cmくらいの太い空洞につくられた棹がのびていて、その棹の先端から竜の頭をかたどった首が湾曲するようにのびている。また棹と首の境界部の後面に、胴体より少し小さいふくべ製の共鳴器がついている。全長は約120 cm前後。棹の上に長さ3 cm前後の金属製のフレットが半音間隔で24個、蜜蝋などの樹脂によって固定されている。7本の弦が張られており、そのうちの4本が演奏弦で演奏者に近い方が細い高音の弦であり、後の3本はドローンを鳴らし、かつリズムを明らかにするための副弦である。4本の演奏弦は胴の下端の中央にとめられ、胴の上面にある主要ブリッジ（駒）を乗り越え、棹の上にある各フレットの上方をとおって首の部分の糸巻にいたる。首の部分の糸巻は2個ずつ両側から差し込まれている。あとの3弦は主要ブリッジのところから棹の側面に沿って張られ、側面の糸巻に巻き込まれている。この楽器は南インドでは楽器の女王と考えられ、音楽神話から題材をとったミニアチュールの美しい装飾がほどこされている。特に、サラスヴァティーの乗り物とされる孔雀や白鳥、蓮の花のモチーフが多いことが特徴である。また、首の部分の竜のモチーフは孔雀や白鳥のモチーフのものもある。

### 演奏法
演奏者は床の上に両足を組むようにして座り、ふくべ製共鳴器を左ひざの上にのせ、胴は右ひざの右側で床上に置く。演奏は右手の人差し指と中指に金属製のプレクトラムをはめて弦をはじき、小指で副弦を響かせ続ける。この副弦は真鍮製の小さなブリッジにかかっており、常に1種の「さわり」効果がつく。左手は棹の下から向こう側に手をまわし、フレットの上で弦を押さえる。左手の技法のうち、この楽器の味わいを最もよく出すのは、ガマカ (gamaka) という装飾音の技法である。左手指のポジションはラーガの種類によって定まるが、所定のポジションで弦を鳴らしておいて指を弦にそってすべらせるポルタメントのほかに、フレットの上で弦を横に引く独特なポルタメントを多用する。ヴィーナの独奏は、多くターナム (tanam) という形式で演奏される。すなわち、ゆっくりしたテンポ、次いでその倍の中くらいのテンポ、最後にその倍の速いテンポで1つのラーガを展開させる。南インド音楽の最高峰といわれるティヤーガラージャ (Tyagaraja ca.1759-ca.1847) の作品を演奏することが多い。なお、インド南東部のアンドラ・プラデシュ州地方では、ヴィーナを立てて持ち、ふくべを左肩の上にのせて演奏する昔のスタイルをとっている者もいる。これは、古い形のツィター型のヴィーナの奏法の名残りとも考えられている。

### 演奏家
代表的な演奏家にバーラチャンダ (S. Balachander 1927~1989) いる。バーラチャンダは1927年インドのマドラスに生まれる。インドの古典音楽の伝統に根ざした音楽の世界をヴィーナによって創り上げた功績が称えられ、1981年に芸術家としても文化人としても最高の称号と言われるパドマ・ブーシャ (Padma Bhushan) を大統領から与えられる。

### サラスヴァティーと弁才天
古代インドのバラモン教典《リグ・ヴェーダ》の女神であるサラスヴァティーは、ブラフマー神の妻であり、学問・智慧・弁説、そして音楽の女神である。4本の腕を持ち、2本の腕には数珠とヴェーダ、もう一組の腕にはサラスヴァティー・ヴィーナを持った姿で描かれることが多い。描かれた時代や地域によって、持っているヴィーナの形が異なる。
日本では七福神の一柱・弁才天(弁財天)として親しまれている（琵琶を持っているのが弁才天、持っていないのが弁財天と表記されることが多い）。唐代の中国から仏教が伝来する際、金光明経を通じてインドの音楽も、中国の音楽と共に日本に伝えられた。日本の雅楽の「天竺楽」がそれである。
弁才天像はヴィーナではなく、琵琶を持つ姿で表されることが多い。琵琶はヴィーナ同様に弦を撥いて演奏するが、ヴィーナとは別属の弦楽器である。

## ルドラ・ヴィーナ

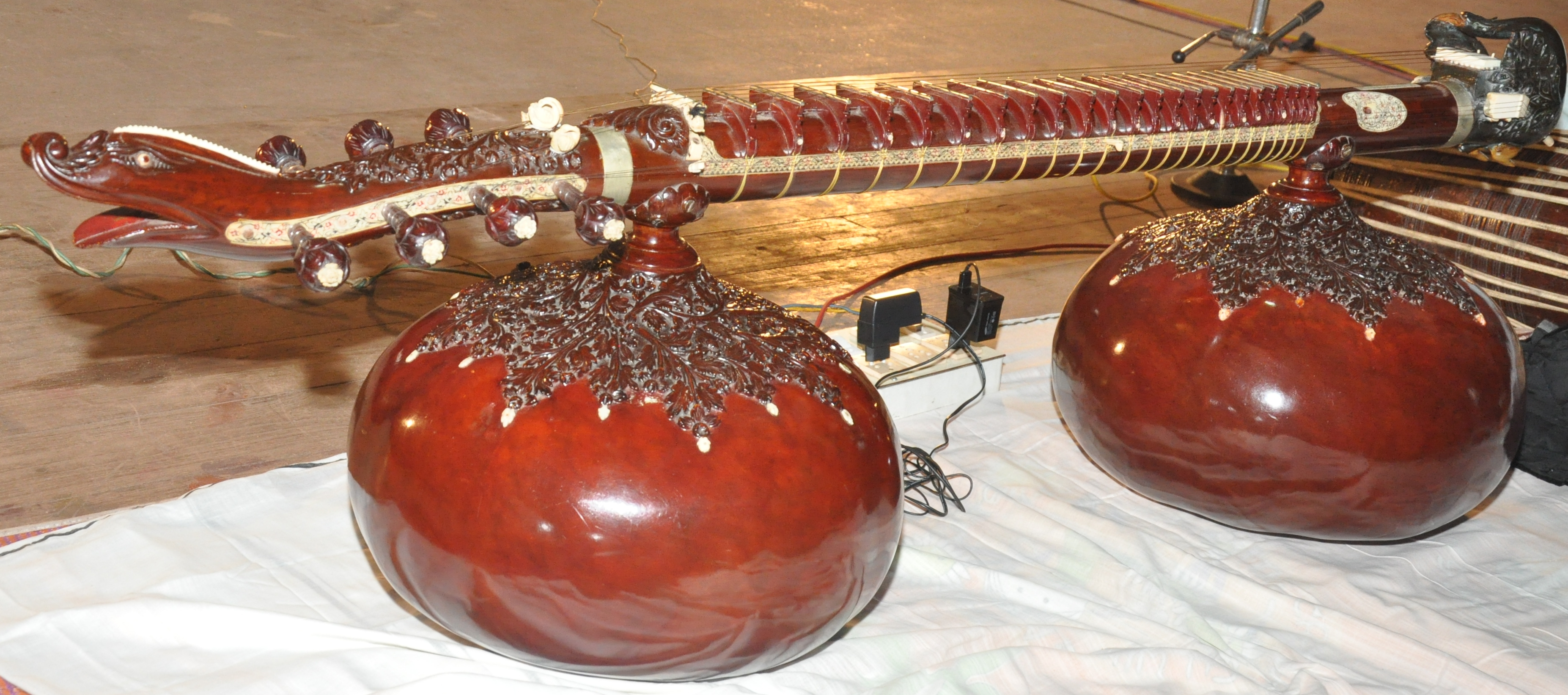
ルドラ・ヴィーナ

ルドラ・ヴィーナ (Rudra veena) は中世以降の北インド古典音楽で演奏されるヴィーナ。ヒンドゥー教のシヴァ神のヴィーナである。普通ビーンと呼ばれる。肩に担いで演奏し、竿部分にフレットがある。干瓢(かんぴょう)の実の胴に竹筒の棹を取り付けたヴィーナでキンナラ・ヴィーナを元祖としている。

### 構造
約66 - 70 cmの長さの太い竹筒を胴とし（筒状の木製の胴もある）、金属製フレットを樹脂で固定してあり、フレット面とは反対の面に直径36センチ前後のふくべ製共鳴器が両端近くに1個ずつついている。フレット数は20～26個。弦は4本の演奏弦と3本の副弦があり、主要弦はフレット面に沿って、副弦のうち2本は棹の左側面、1本は右側面に沿って張られている。

### 演奏法
演奏者は左肩の上に上のふくべをのせ、右ひざの上に下のふくべをのせて、竹筒部分を斜めに構えて演奏するのが本来であるが、最近は南インドのヴィーナに似た構え方をする演奏家が多くなった。右手指で撥弦し、左手指でフレットに弦を押しつける。もともとビーンは声楽の伴奏にのみ使われていたが、今日では独奏楽器として発達し、ビーン独自の高度の演奏技術を要する楽曲すらある。独奏は即興的変奏を原則とするが、次のように大まかな形式がある。まずゆっくりしたテンポと自由リズムでラーガを提示するアーラーパナ、次いで少しテンポを速め、拍を漸次はっきりさせるジョール (jor)、そしてより速い激しい変奏のジャーラ (jhala) で曲を終わる。側面の副弦（チカリ、chikari）は、ドローンを奏すると同時にリズムをも明確にする。ヒンドゥースターニー音楽の伝統と原則に沿って、ここまでの演奏にはターラ（リズム周期)）を奏する打楽器は用いられない。これに引き続いて北インドのドゥルパッド様式の厳格な宗教的な古典音楽もこの楽器で演奏されるが、その主要伴奏楽器はパッカワージ (pakhawaj) という両面太鼓である。

### 調弦
4本の演奏弦のうち2弦は銅製、残りの2弦はスチール製で、弦を固定する木製の糸巻によって張られている。4弦はそれぞれ低音域の基音と第5音・中音域の基音と第4音に調弦される。楽器の演奏者の身体に向けられた側面には、銅製のドローン弦があり、中央の基音に調弦され、右側には高音域の基音及びその1オクターブ上の音を鳴らすことができる2本の、より短いスチール弦が張られている。基音の絶対音高は確定していないが、今日の実践においてはヨーロッパの調律の変トに合わされる。

### 演奏家
ビーンは北インドのムガル王朝時代（16～19世紀）の初期に最も流行したが、アクバルの宮廷歌手であった有名なターン・センの後裔たちによって今日まで伝統が保たれた。北インドの王族はビーンの演奏家を保護していたので、多くの演奏家の名が残っている。現在ビーンの巨匠はあまり多くないが、ドゥルパッド様式の演奏家の家系の血を引くズィア・モヒウッディン・ダーガル (Utd. Zia Mohiuddin Dagar) やアサド・アリ・ハーン (Utd. Asad Ali Khan) が知られている。

## ヴィチトラ・ヴィーナ

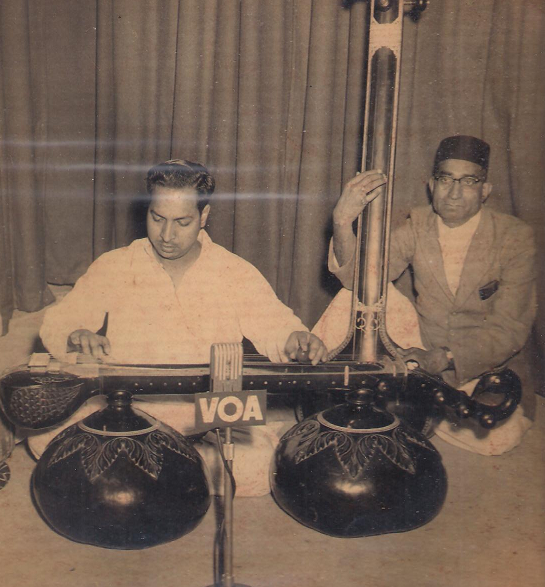
ヴィチトラ・ヴィーナを演奏する人

ヴィチトラ・ヴィーナ (Vichitra veena) はインドで流行した弦楽器の中では比較的新しいもので、北インドで用いられている。この楽器の形態と外観はビーンとよく似ているが、ヴィチトラ・ヴィーナは多くの主要弦と共鳴弦をもつ。胴は木製、幅約18 cm、長さ約90 cmくらいのものが普通で、表面にはくぼみがあり、底面は丸い。胴の両端のふくべは直径約45 cmの大きなもの。両端に近く幅広い象牙製のブリッジを立てる。両端に孔雀をかたどった装飾をつけたものもある。主要弦の6弦の下にそれと平行する12本の共鳴弦があり、楽曲演奏のたびに調弦しなおす。演奏者は右手の指に針金製のプレクトラムをはめ、ブリッジの近くをひく。左手は紙のように薄いガラスの筒を持って、弦の上をすべらせながらポジションをきめる（日本の一弦琴・二弦琴の奏法に似る。）。この奏法は非常に難しいので、速い曲よりもゆっくりとしたパッセージによるラーガの展開において本領を発揮する。